# Miiko Taka
Miiko Taka (高美以子, Taka Miiko) (nascida Miiko Shikata, 24 de julho de 1925 - 2023), foi uma atriz estadunidense mais conhecida por co-estrelar com Marlon Brando  o filme Sayonara de 1957.

## Filmografia[3][4][5]
- 1957 Sayonara
- 1958 Panda and the Magic Serpent
- 1960 Hell to Eternity
- 1961 Cry for Happy
- 1961 Operation Bottleneck
- 1963 A Global Affair
- 1965 The Art of Love
- 1966 Walk, Don't Run
- 1968 The Power
- 1973 Lost Horizon
- 1975 Paper Tiger
- 1976 Midway
- 1978 The Big Fix
- 1982 The Challenge